# Institoris János (főjegyző)
Mossóczi Institoris János (Borosjenő, 1806. szeptember 6. – Arad, 1868. december 15.) megyei főjegyző, váltótörvényszéki elnök.

## Élete
Institoris Sámuel fia. A gimnáziumot és jogot Pozsonyban végezte. Mint írnok 1828-ban kezdte tisztviselői pályáját Arad megyében, ahol csakhamar aljegyző lett, 1833-tól pedig 1848 májusig főjegyzői állást töltött be. A nemzeti szellem ébredésével a magyar irodalomnak legbuzgóbb pártolója és terjesztője lett Aradon. Ő volt a konzervatív párt legjelesebb szónoka. Emlékező tehetsége olyan éles volt, hogy a megyei közgyűlések jegyzőkönyveit az ülések után leggyakrabban egész terjedelemben, jegyzetei alapján felolvasta és hitelesítette. 1848-ban a magyar kormány Csernovits Péter temesi gróf mellé titkárnak nevezte ki; azonban az év végén már ismét mint Arad megyei törvényszéki bíró működött. 1849. február 1-től a szabadságharc lezajlásáig mint az Arad- és Zaránd megyében elhelyezett magyar hadsereg élelmezési kormánybiztosa állott a magyar kormány szolgálatában. A fegyverletétel után Atzél János közbenjárása folytán a bosszúálló hatalom büntetését kikerülvén, 1850-től 1854 szeptemberéig mint Arad megyei törvényszéki bíró, 1854-től 1860 októberéig mint a pesti császári és királyi feltörvényszék elnöke hivataloskodott. A magyar királyi váltótörvényszékek visszaállításával az aradi királyi váltótörvényszék elnökévé nevezték ki, mely tisztséget 1868. december 15-én bekövetkezett haláláig viselte. Nagy kedvelője volt a tudományoknak és művészeteknek. Gazdag könyvtárát, melyben a XVI. és XVII. századtól nagy becsű művek voltak, az oláh lázadók 1849-ben Solymos-bucsávai birtokán elégették.

## Írásai
A latin klasszikusok alapos ismerője lévén, kiváló előszeretettel foglalkozott a költészettel; különösen latin ódákat írt, legsikerültebb, melyet Szerencsy István főispán beiktatására írt 1837-ben; ódái közül öt és megyegyűlések alkalmával mondott beszédei is mind megjelentek (írja Lakatos Ottó, azonban könyvészeti leírásukat nem adja; fia Institoris Kálmán állítása szerint azok, egy beszédén kívül, nem jelentek meg.) Írt az aradi Alföldbe (1863., 1869. leveleket.)
Egy beszéde van az: Aradvármegyének 1845. aug. 18. tartott közgyűlésén, midőn mélt. Lucsivnai Faschó József úr, a nevezett megyének főispáni székét mint helytartó elfoglalá, mondott beszédek Aradon c. munkában.
Levele Kossuth Lajoshoz 1837. febr. 9. (Hentaller Lajos képviselő gyűjteményében.)
Naplójegyzeteket írt, melyek Arad megyei birtokán Solymos-Bucsáván, 1849-ben, amikor azt az oláh lázadók feldúlták, könyvtárával együtt lángok martaléka lettek és csak jelentéktelen részük maradt meg fiának, Institoris Kálmánnak birtokában, aki ezen töredéket felhasználta, Az aradi színészet című cikkében.